# Eukoenenia maquinensis
Espèce
Eukoenenia maquinensis est une espèce de palpigrades de la famille des Eukoeneniidae.

## Distribution
Cette espèce est endémique du Minas Gerais au Brésil. Elle se rencontre dans la grotte Gruta do Maquiné à Cordisburgo.

## Description
La femelle holotype mesure 1,490 mm et la femelle paratype 2,140 mm.

## Étymologie
Son nom d'espèce, composé de maquin[e] et du suffixe latin -ensis, « qui vit dans, qui habite », lui a été donné en référence au lieu de sa découverte, la grotte Gruta do Maquiné.

## Publication originale
- Souza & Ferreira, 2010 : Eukoenenia (Palpigradi: Eukoeneniidae) in Brazilian caves with the first troglobiotic palpigrade from South America. Journal of Arachnology, vol. 38, no 3, p. 415-424 (texte intégral).